# Richard M. Schulze
Richard Michael Schulze (Saint Paul, nato 25 de marzo 1941) è un imprenditore statunitense.
È il fondatore di Best Buy, di cui è stato anche presidente ed amministratore delegato. Nel 2006, la rivista Forbes lo ha reputato il numero 722 tra le persone più ricche del mondo, con un patrimonio netto di 2,4 miliardi di dollari.

## Primi anni di vita ed educazione
Richard Schulze è nato e cresciuto a Saint Paul, Minnesota, dove ha frequentato la Central High School. In seguito si è arruolato nell'aeronautica militare americana con la Minnesota Air National Guard. Lasciata l'aeronautica, ha lavorato come commesso in un negozio di elettronica.
Ha ricevuto successivamente una laurea ad honorem presso l'Università St.Thomas di Saint Paul. 

## Carriera
Nel 1966, dopo aver ipotecato la sua casa, fondò un negozio di apparecchiature audio chiamato Sound of Music nella nativa Saint Paul. L'azienda si espanse velocemente, arrivando in poco tempo a nove negozi. Nello stesso anno un tornado distrusse uno dei negozi e Schulze ebbe un'idea: una "svendita tornado" di tutti i prodotti del negozio avente una selezione molto ampia di merci a prezzi bassi. La vendita fu un successo e da quel momento la catena venne ribattezzata Best Buy. I negozi si ingrandirono, sotto formato superstore con edifici di circa 1700 metri quadrati e prezzi molto bassi rispetto ai diretti concorrenti. Questo formato divenne molto popolare e grazie all'aumento della domanda di elettronica di consumo (soprattutto con l'avvento dei videoregistratori), la catena crebbe fino a quaranta negozi nel 1989. Negli anni '90, Schulze ampliò le offerte di Best Buy per includere musica, film, software ed hardware per computer. Nel 1994, la dimensione media dei negozi venne aumentata tra circa 4200 e 5400 metri quadrati. Nel 1995, la catena registrò vendite per il valore di 5 miliardi di dollari e raggiunse quota 155 negozi. Inoltre nel 1996 Best Buy aggiunse elettrodomestici e utensili da cucina alla sua gamma.
Nel maggio 2012, Schulze annunciò che si sarebbe dimesso dalla carica di presidente di Best Buy dopo lo scandalo che riguardò la relazione che il CEO aveva intrapreso con una sua dipendente.
Tuttavia il 6 agosto 2012 Schulze fece un'offerta per rilevare nuovamente la società, che possedeva al momento solamente al 20%. Questa notizia fece salire leggermente il prezzo delle azioni di Best Buy. Tuttavia, i colloqui tra la Best Buy Co. e Schulze si conclusero in un nulla di fatto.
Il 25 Marzo 2013 Best Buy annunciò la riunione definitiva con Schulze sotto forma di "presidente emerito".

## Filantropia
Nel 2000, Schulze donò 50 milioni di dollari all'università St.Thomas di Saint Paul, all'epoca la maggior donazione di sempre verso un'università del Minnesota.

## Vita privata
Schulze vive a Naples, Florida. È un cristiano cattolico ed è stato sposato con Sandra J. Schulze fino alla sua morte nel 2001, dalla quale ha avuto quattro figli. Si è risposato con Maureen Schulze.